# 1944 (film)
1944 är en estnisk krigsfilm från 2015 i regi av Elmo Nüganen. Den utspelar sig under sommaren och hösten 1944 och handlar om estniska soldater på vardera sida i andra världskriget.
Filmen blev en stor publikframgång i hemlandet. Med 44 879 sålda biljetter efter sin första spelvecka slog den inhemska publikrekordet för öppningsveckan; den tidigare rekordinnehavaren var Nüganens förra biofilm, Namnen på marmortavlan. 1944 utsågs även till Estlands Oscarskandidat.

## Medverkande
- Kaspar Velberg som Karl Tammik
- Kristjan Üksküla som Jüri Jõgi
- Maiken Schmidt som Aino Tammik
- Gert Raudsep som Ants Saareste
- Ain Mäeots som kapten Evald Viires
- Peeter Tammearu som en partorg
- Märt Pius och Priit Pius som bröderna Käär
- Hendrik Toompere Jr. Jr. som Kristjan Põder
- Kristjan Sarv som Abram Joffe
- Rain Simmul som Prohhor Sedõhh
- Martin Mill som Alfred Tuul
- Ivo Uukkivi som Rudolf Kask